# Lake Placid (Florida)
Lake Placid és una població dels Estats Units a l'estat de Florida. Segons el cens de l'1 de juliol de 2007 tenia 1.878 habitants.

## Demografia
Segons el cens del 2000, Lake Placid tenia 1.668 habitants, 646 habitatges, i 395 famílies. La densitat de població era de 250,6 habitants/km².
Dels 646 habitatges en un 29,6% hi vivien nens de menys de 18 anys, en un 44,9% hi vivien parelles casades, en un 11,9% dones solteres, i en un 38,7% no eren unitats familiars. En el 31,9% dels habitatges hi vivien persones soles el 16,1% de les quals corresponia a persones de 65 anys o més que vivien soles. El nombre mitjà de persones vivint en cada habitatge era de 2,57 i el nombre mitjà de persones que vivien en cada família era de 3,26.
Per edats la població es repartia de la següent manera: un 27,6% tenia menys de 18 anys, un 11,3% entre 18 i 24, un 25,2% entre 25 i 44, un 17,2% de 45 a 60 i un 18,6% 65 anys o més.
L'edat mediana era de 34 anys. Per cada 100 dones de 18 o més anys hi havia 92,7 homes.
La renda mediana per habitatge era de 21.178 $ i la renda mediana per família de 28.194 $. Els homes tenien una renda mediana de 21.629 $ mentre que les dones 14.650 $. La renda per capita de la població era d'11.855 $. Entorn del 22,7% de les famílies i el 34,7% de la població estaven per davall del llindar de pobresa.

## Poblacions més properes
El següent diagrama mostra les poblacions més properes.